# Carminos d'Atenes
Carminos d'Atenes o Carmí d'Atenes (Charminus, Kharmínos, Χαρμῖνος) fou un general atenenc esmentat per Tucídides que diu que va anar a Samos (quarter general de la flota atenenca) el 412 aC. Dels 100 vaixells que hi havia a l'illa 30 foren enviats a aixecar el setge de Quios i la resta, amb la que va quedar Carminos, van romandre a Samos per vigilar la flota espartana d'Astíoc, que era a Milet. Aviat se li va encarregar el comandament de 20 dels 70 vaixells, per anar a la costa de Lícia a vigilar a la flota espartana que portava als comissionats que havien d'examinar les queixes presentades contra Astíoc, i justament es va trobar amb un grup de la flota d'Astíoc, dirigit per aquest mateix, que també vigilava a la flota espartana dels comissionats; els dos grups es van enfrontar i Carminos fou derrotat i va perdre sis naus, però va poder escapar amb la resta cap a Halicarnàs.
El 411 aC va donar suport al partit oligàrquic de Samos en el seu intent fracassat de prendre el poder a l'illa.